# Badusch-Staudamm
Der Badhusch-Staudamm ist ein im Bau befindliches Bauwerk am Tigris nördlich von Badusch und etwa 18 km nordwestlich von Mossul.
Mit dem Bau wurde schon in den 1980ern begonnen. Der Weiterbau wurde dann aber aufgegeben. Der Stausee sollte ein Volumen von 500.000 m³ haben. Der damalige Bau wurde von jugoslawischen Ingenieuren geplant und begonnen.
Nun ist ein zweistufiger Ausbau geplant. Zuerst soll ein Wasserkraftwerk mit einer Kapazität von 170 Megawatt gebaut werden. Später soll der Staudamm auf 90 Meter erhöht werden, um einen Schutz bei einem Ausfall der Mosul-Talsperre gewährleisten zu können.